# Bangavax
Bangavax, також відома під назвою Bancovid — кандидат на вакцину проти COVID-19, розроблений бангладеською компанією «Globe Biotech Limited». Початковою назвою вакцини була «Bancovid». Станом на травень 2021 року «Globe Biotech Limited» очікує на схвалення проведення першого клінічного дослідження кандидата у вакцини.

## Історія
2 липня 2020 року компанія «Globe Biotech Limited» повідомила, що вона є першою компанією з Бангладеш, яка розпочала розробку вакцини проти COVID-19. Фактично вона стала єдиною бангладеською компанією, яка розробила 3 види вакцин за різними технологіями. Компанія початково дала назву вакцині, розробленій на основі мРНК, «Bancovid», а пізніше змінила назву на «Bangavax». Компанія «Globe Biotech Limited» з грудня 2020 року по січень 2021 року зробила всі необхідні дії, щоб отримати дозвіл на етичне схвалення для проведення першого клінічного дослідження кандидата на вакцину «Bangavax». Проте на травень 2021 року подальше майбутнє «Bangavax» досі невідоме з незрозумілих причин. Уряд Бангладеш зазнав критики за те, що він навіть за кілька місяців після звернення без будь-яких пояснень не схвалив проведення першого клінічного дослідження вакцини.